# Anne Jellicoe
Anne Jellicoe (1823-1880) fue una educadora irlandesa del siglo XIX. 
Jellicoe nació en County Laois, Irlanda en el año 1823. Fundó el prestigioso  Alexandra College (Colegio Alexandra), que impulsó los asuntos de la educación femenina en su país bajo su administración.